# Planicie del río Snake

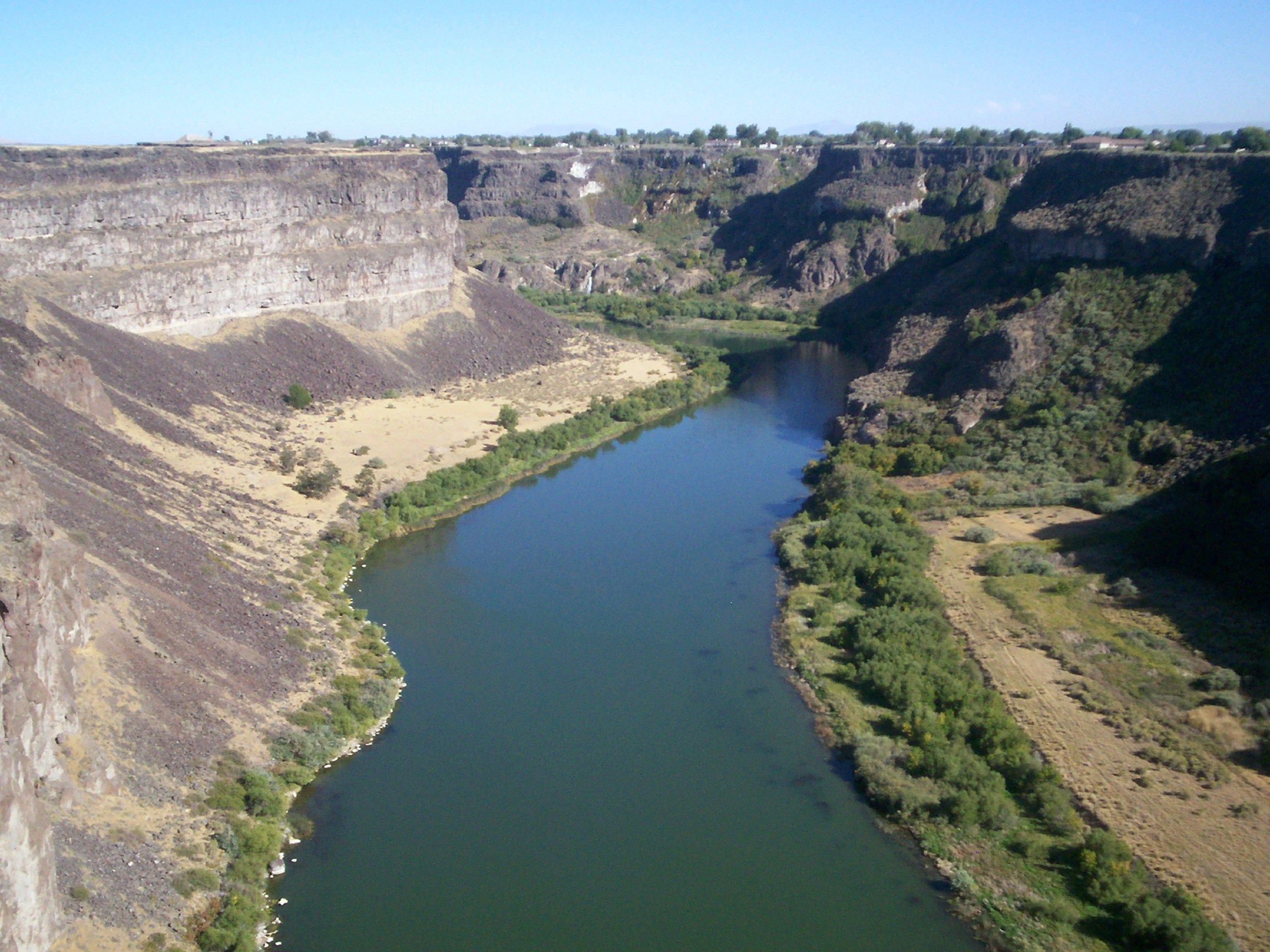
El curso del río Snake cerca de Twin Falls, Idaho.

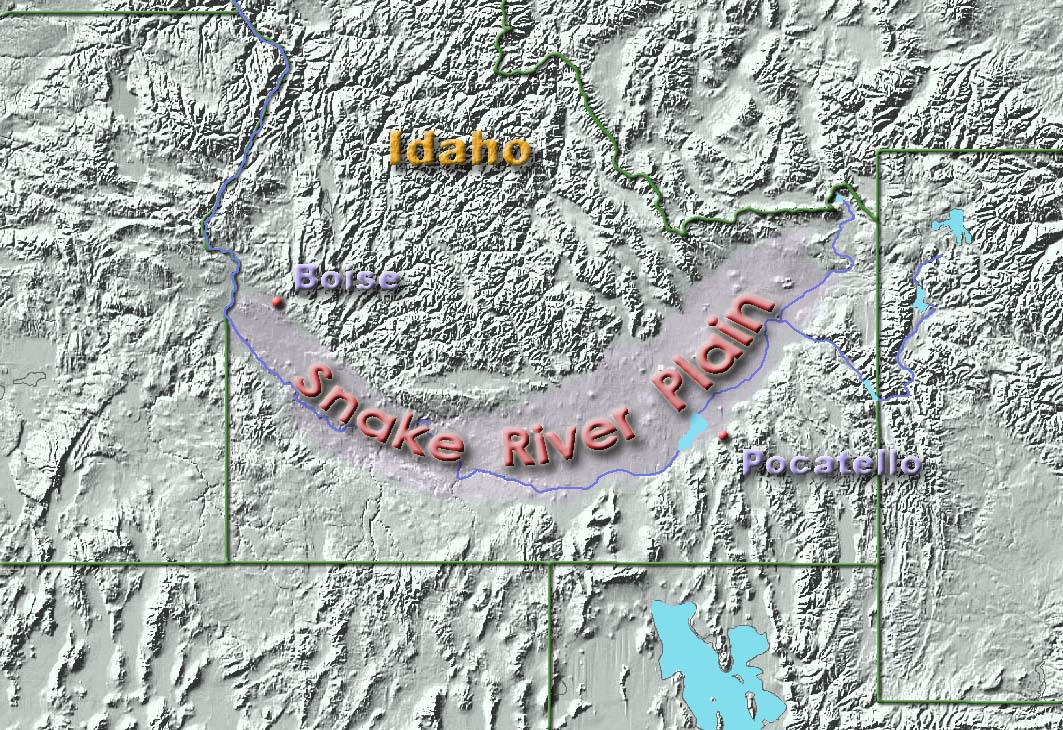
La llanura del río Snake en el sur de Idaho.

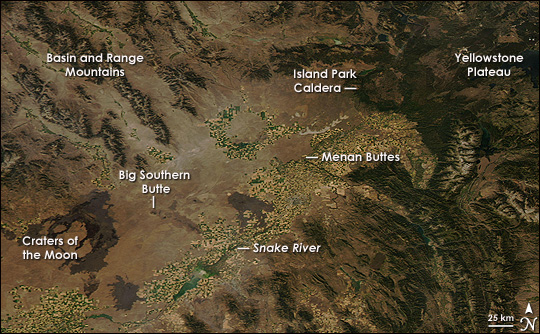
La llanura oriental del río Snake, imagen del satélite Aqua de la NASA, (2008).

La planicie del río Snake es una llanura ubicada en su mayor parte dentro del estado de Idaho, en los Estados Unidos. Se extiende alrededor de 400 millas (640 km) hacia el oeste, desde el noroeste del estado de Wyoming hasta el límite entre Idaho y Oregón. La planicie es una depresión ancha y llana en forma de arco y cubre aproximadamente una cuarta parte de Idaho. Tres grandes buttes volcánicos sobresalen en la llanura al este de Arco, el más grande es Big Southern Butte.
La mayoría de las principales ciudades de Idaho se encuentran en la planicie del río Snake, al igual que gran parte de su tierra agrícola.

## Geología

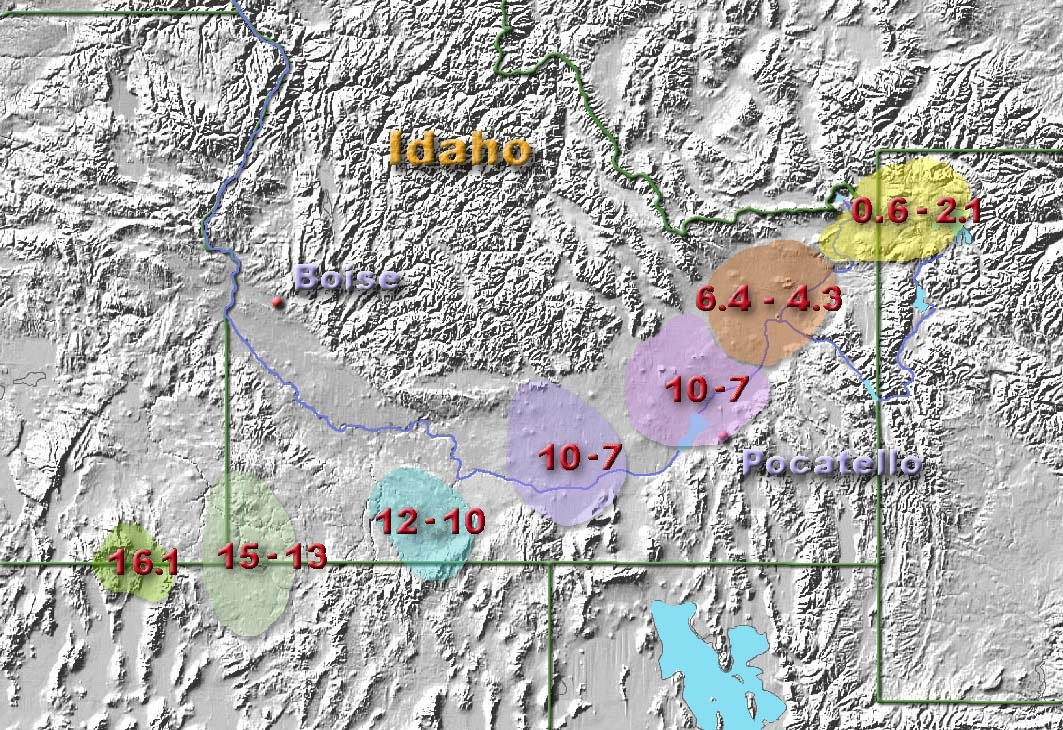
Ubicación del punto caliente de Yellowstone. Los números indican la datación de las erupciones, en millones de años.

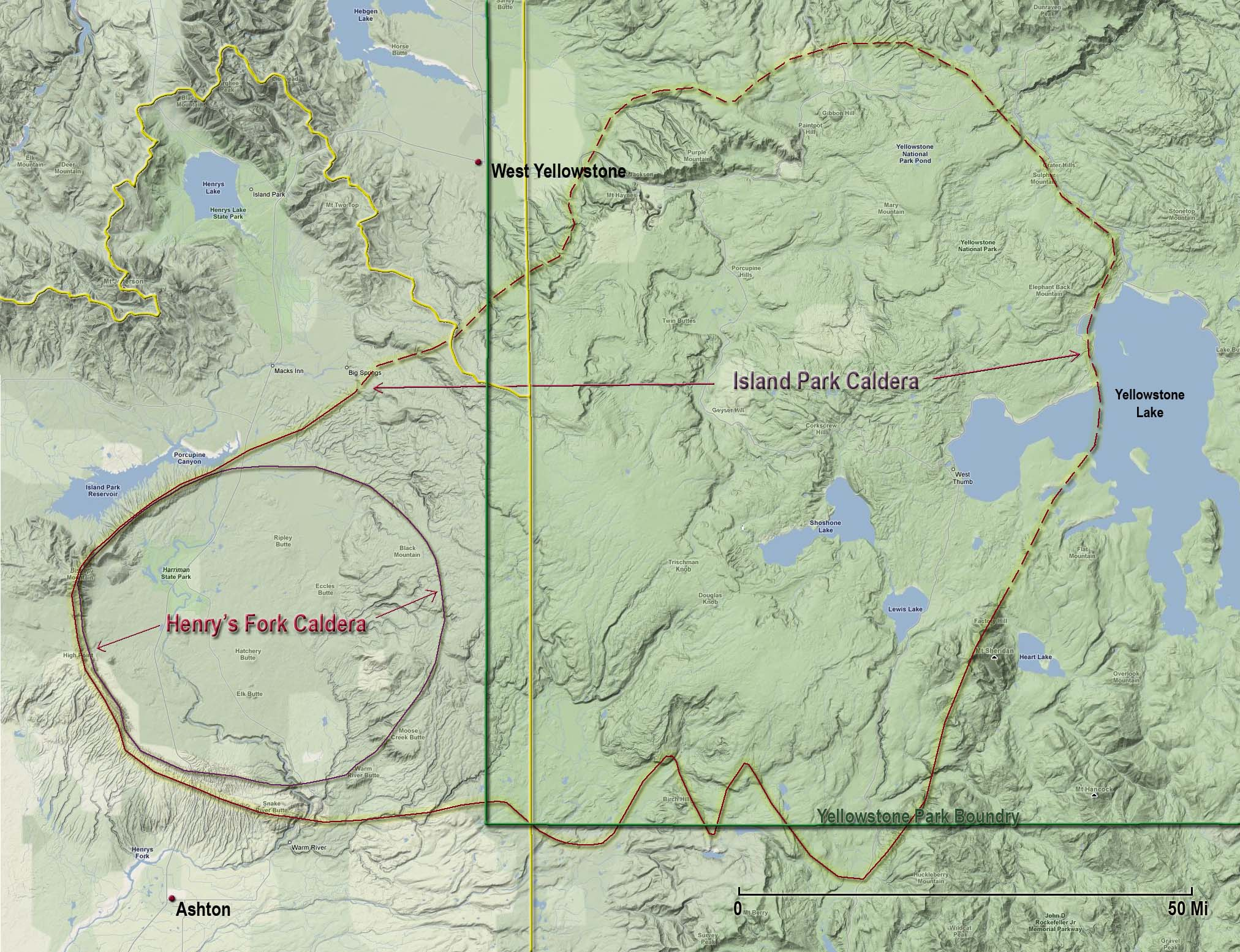
Caldera de Island Park y Henry's Fork

La planicie del río Snake se puede dividir en tres sectores: occidental, central y oriental. El sector occidental es un gran valle tectónico o rift cubierto por varios kilómetros de sedimentos lacustres; los sedimentos yacen sobre estratos de riolita y basalto y están cubiertos por basalto. La región occidental tiene una antigüedad estimada en alrededor de 11 a 12 Ma y fue formada con la erupción de lavas riolíticas e ignimbritas. La llanura occidental no es paralela al movimiento de la placa norteamericana y su morfología es similar a otras mesetas volcánicas como el Grupo Chilcotin en el centro-sur de Columbia Británica, Canadá.
La planicie oriental del río Snake sigue la trayectoria de la placa norteamericana sobre el punto caliente de Yellowstone, actualmente ubicado hacia el centro del parque nacional de Yellowstone. La llanura oriental es una depresión topográfica que atraviesa las estructuras montañosas del distrito geológico Basin and Range, más o menos paralelas al movimiento de la placa norteamericana. Está sustentada casi en su totalidad por el basalto que brotó de los grandes volcanes de escudo. Debajo de los basaltos se encuentran las lavas riolíticas y las ignimbritas que erupcionaron cuando la litosfera pasó por encima del punto caliente.
La llanura central del río Snake es similar a la llanura oriental, pero difiere por tener secciones de sedimentos lacustres y fluviales intercalados, incluidos los lechos fósiles de Hagerman.
Las calderas de Island Park y Yellowstone se formaron como resultado de enormes erupciones de ignimbrita y riolita, con erupciones individuales de hasta 600 millas cúbicas (2500 km³) de cenizas.
La caldera de Henry's Fork, que mide 18 millas (29 km) por 23 millas (37 km), puede ser la caldera simétrica más grande del mundo. Se formó cuando un domo de magma se acumuló y luego se escurrió. El centro del domo colapsó, dejando una caldera. 
La caldera de Henry's Fork es una de las más antiguas y extensas de Island Park. Sus dimensiones se estiman en 50 millas (80 km) por 65 millas (105 km), aproximadamente. Volcanes más jóvenes que entraron en erupción al pasar sobre el punto caliente cubrieron en algunos lugares la llanura con flujos de lava basáltica, incluido el Monumento Nacional Craters of the Moon (Cráteres de la Luna).

## Efectos sobre el clima

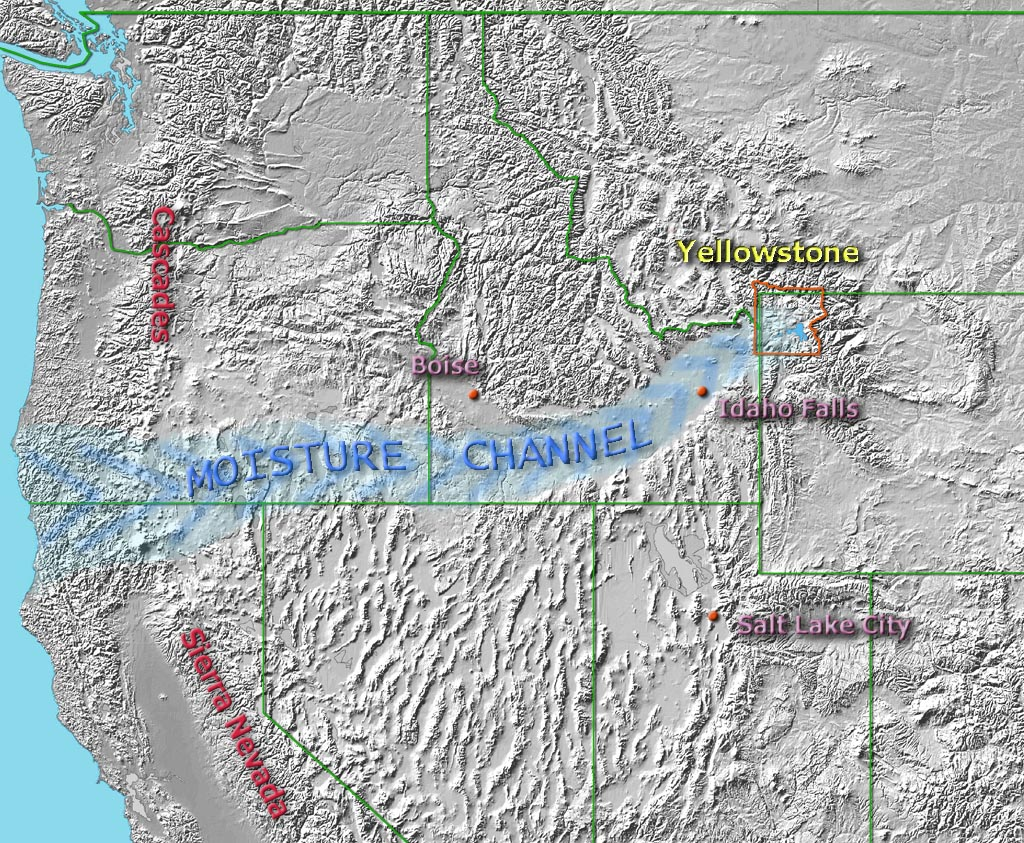
Brecha o "canal de humedad".

La planicie del río Snake tiene un efecto significativo en el clima del parque nacional de Yellowstone y las áreas adyacentes al sur y al oeste de Yellowstone. Con el paso del tiempo, el punto caliente de Yellowstone dejó una separación de unas 70 millas (110 km) de ancho a través de las Montañas Rocosas. Este "corredor" está alineado con la brecha entre la cordillera de las Cascadas y la Sierra Nevada.

El resultado es un canal de humedad que se extiende desde el Océano Pacífico hasta Yellowstone. La humedad del Océano Pacífico fluye hacia el interior del continente en forma de nubes y aire húmedo. Pasa a través de la brecha entre la Sierra Nevada y la cordillera de las Cascadas hacia el interior de la llanura del río Snake, donde se canaliza a través de las Montañas Rocosas, sin mesetas ni cadenas montañosas que impidan su avance. 

Finalmente encuentra condiciones de pendiente ascendente en la cabecera del Valle del Río Snake en Ashton (Idaho), y en Island Park (Idaho), en la cordillera Teton al este de Driggs (Idaho), y en la Meseta Yellowstone del parque nacional Yellowstone, donde el enfriamiento producto de la mayor altura hace que la humedad del aire se precipite en forma de lluvia o nieve.

El resultado es un clima localizado en la vertiente oriental de las Rocosas similar al clima en la ladera occidental de la cordillera de las Cascadas o la región norte de la Sierra Nevada. La cabecera del valle del Río Snake, los Tetons y la Meseta de Yellowstone reciben mucha más precipitación que otras áreas de la región, y el área se caracteriza por ser húmeda, tener abundante vegetación, numerosos arroyos y gran cantidad de nieve en invierno.
Aunque la topografía de la planicie no ha cambiado en gran medida durante varios millones de años, el clima de esta región no ha sido tan constante. Las condiciones climáticas actuales comenzaron a caracterizar la región en el Pleistoceno temprano (hace aproximadamente 2,5 millones de años). Sin embargo, el clima árido de hoy es la consecuencia de la modificación gradual de un clima definido por una mayor humedad y rangos más estrechos de temperaturas anuales.

## Fuente
- Llanura del río Snake en Digital Atlas de Idaho